# Prasophyllum patens
Prasophyllum patens är en orkidéart som beskrevs av Robert Brown. Prasophyllum patens ingår i släktet Prasophyllum och familjen orkidéer. Inga underarter finns listade i Catalogue of Life.